# Saint-Fal
Étienne Meynier, conhecido como Saint-Fal, (Paris, 10 de junho de 1752 — Paris, 22 de novembro de 1835) foi um ator francês.

## Biografia
Após participar de um grupo amador, juntou-se ao de Mademoiselle Montansier em Versalhes e depois mudou-se para La Haye, onde permaneceu por três anos.
Apresenta-se depois em Lyon, em 1781, e depois no Teatro La Monnaie em Bruxelas.
Em 8 de Julho de 1782, Saint-Fal debuta na Comédie-Française em Gaston et Bayard de Belloy. Aceito no ensaio de 17 de Março de 1783, é aceito definitivamente no dia 25 de Março do ano seguinte.
Durante a Revolução Francesa, Saint-Fal é denunciado por La Bussière e jogado na prisão.

Em sua liberação, junta-se a Mademoiselle Raucourt no Théâtre Louvois e dá então a medida exata de seu talento.
Na noite de 2 de Setembro de 1793, em plena Revolução Francesa, ele foi novamente preso, desta vez com mais 12 atores do Théâtre-Français, fiéis à monarquia, como "suspeito", e encerrado na Prisão des Madelonnettes, por ter participado da encenação teatral da peça "Pamela", considerada subversiva.
Quando da reunião das duas companhias de comediantes franceses, substitui no cargo seu modelo, o ator Molé, e torna-se decano da Comédie-Française. Sai de cena em 1824, onze anos antes de sua morte.
Seu irmão Charles Meynier (1768-1832) foi um pintor de renome.